# チャウピュー
チャウピュー（ビルマ語: ကျောက်ဖြူ(မြို့)、ALA-LC翻字法: Kyokʻ phrū (mrui')、ビルマ語発音: [t͡ɕaʊʔpʰjù (mjo̰)] チャウッピュー(・ミョウ); Kyaukphyu）は、ミャンマー西部、ラカイン州の主要都市である。ヤンベー島（ラムリー島）の北西角に位置し、ヤンゴンから北へ250マイル（約400キロ）の距離にある。この町には、インド・カルカッタとヤンゴンの間の米穀貿易を結ぶ美しい自然の港がある。2014年の都市部人口は20,866人である。

## 語源
町名は ကျောက် チャウッ が〈石、岩〉、ဖြူ ピュー が〈白い〉で、全体で〈白い岩〉という意味である。チャウ(ッ)ピューはビルマ語での発音であり、現地のヤンベー方言読みおよび標準的なアラカン語では「チャウプルー」（Kyaukpru）となる。
現在の街から7マイルほど離れたところに、2つの巨大な白い岩が存在している。

## 歴史
現在の町がある場所は、17世紀には小さな漁村であった。1852年には地方都市となった。
2010年10月22日、サイクロン「ギリ」が、ミャンマー西海岸の町のすぐ北側にカテゴリー5の強さで上陸した。

## 気候
チャウピューは熱帯モンスーン気候（ケッペン気候分類Am）に分類される。気温は年間を通して非常に暑いが、冬の間（12月-月）はやや温暖。冬の乾季（12月-4月）と夏の雨季（5月-11月）がある。6月から8月にかけて集中豪雨が降り、7月だけでも1,200ミリ（47インチ）以上の雨が降る。

## その他
チャウピューは、ラムリー島の戦いの激戦区であったため、「つわもの会」と言う名前の団体によるパゴダが建立されている。

## ギャラリー

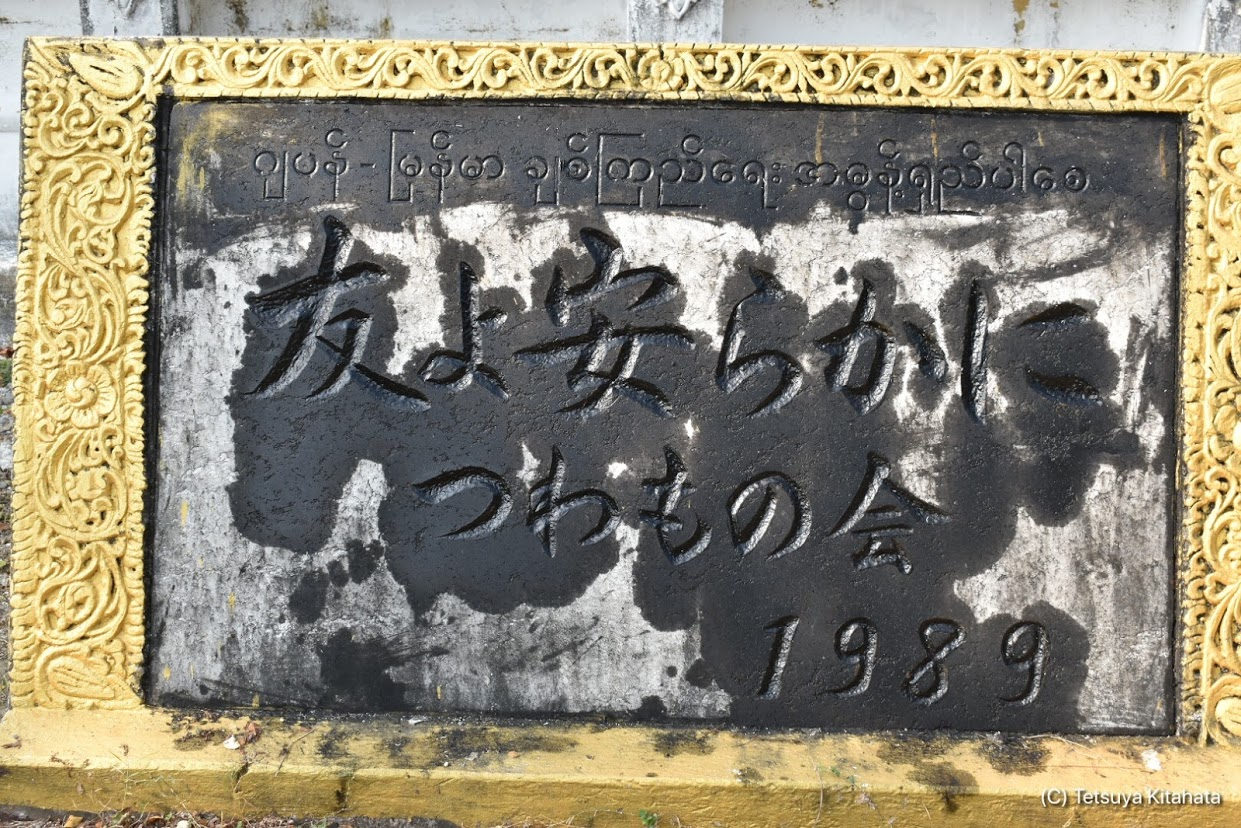
Japan-Myanmar Relationship Pagoda Kyaukpyu Myanmar
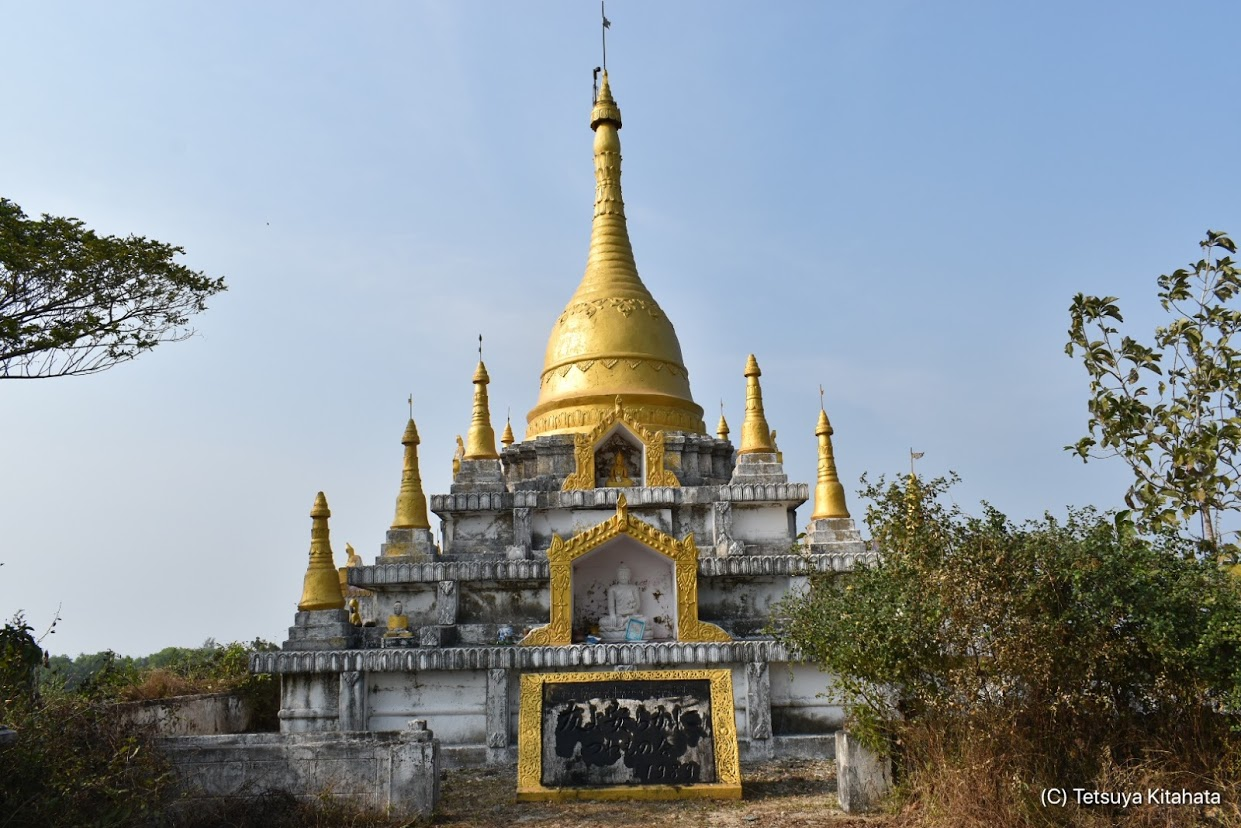
Japan-Myanmar Relationship Pagoda Kyaukpyu Myanmar
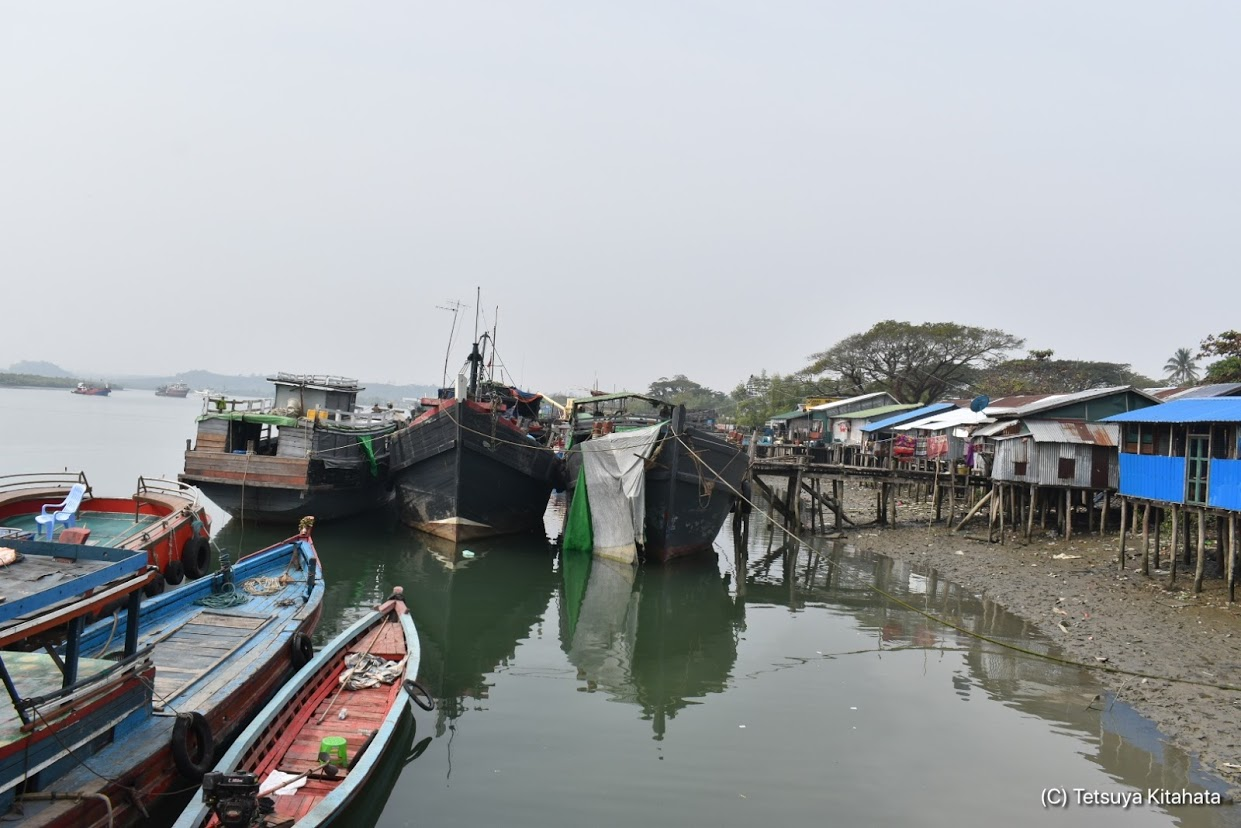
Kyaukpyu Port, Myanmar